# Birgit Unterweger
Birgit Unterweger (* 2. August 1976 in Linz, Oberösterreich) ist eine österreichische Schauspielerin.

## Leben
Birgit Unterweger wuchs als Tochter eines Unternehmers und einer Lehrerin in Linz auf. Nach dem Abitur absolvierte Unterweger eine Ausbildung am Mozarteum in Salzburg. Erste Bühnenerfahrungen machte sie in einer Aufführung von Shakespeares Stück Ein Sommernachtstraum bei den Salzburger Festspielen in der Regie von Leander Haußmann. Ihr erstes Festengagement hatte sie 1997 bis 2001 am Deutschen Nationaltheater in Weimar unter der Leitung von Günther Beelitz. Von 2001 bis 2008 war sie am Schauspiel Dortmund engagiert. In der Spielzeit 2007/08 kam ein Gastengagement am Deutschen Theater Berlin hinzu, bei dem sie bei den Stücken Pornographie (Christoph Mehler) und Die bitteren Tränen der Petra von Kant (Philipp Preuss) mitwirkte. Im Sommer 2008 wechselte sie für fünf Jahre zum Schauspiel Leipzig unter der Intendanz von Sebastian Hartmann. In der Spielzeit 2013/14 gehörte sie wieder dem Ensemble des Deutschen Nationaltheaters in Weimar an. Von 2014 bis 2017 war sie Ensemblemitglied des Schauspiels Stuttgart. Von der Spielzeit 2017/18 bis 2022/23 war sie Ensemblemitglied am Deutschen Theater Berlin. Seit der Spielzeit 2023/24 ist sie Ensemblemitglied am Volkstheater in Wien.
Sie arbeitete neben anderen mit den Regisseuren Wolfgang Maria Bauer, Michael Gruner, Uwe Hergenröder, Jürgen Kruse, Amelie Niermeyer, Katja Paryla, Georg Schmiedleitner, Herrman Schmidt-Rahmer, Christopher Rüping, Robert Borgmann und Stephan Kimmig.
Unterweger hat zwei Kinder und lebt in Berlin und Wien.

## Auszeichnungen
- 2003 „Nachwuchsschauspielerin des Jahres in NRW“, für ihre Darstellung der Simone in Che Walkers Lange her[4]

## Produktionen (Auswahl)
- Hedda in Hedda Gabler (Ibsen), Regie: Philipp Preuss
- Titelrolle in Nora (Ibsen), Regie: Michael Gruner
- Stella in Stella (Goethe), Regie: Uwe Hergenröder
- keiner weiß mehr 2 oder martin kippenberger ist nicht tot (Kater), Regie: Philipp Preuss
- Lena in Das kalte Kind (Mayenburg), Regie: Roland Schäfer
- Sie in Wir sind nicht das Ende (Carsten Brandau), Regie: Manuel Harder
- Simone in der deutschen Erstaufführung Lange her (Walker), Regie: Heinz Kreidl
- Luise in Kabale und Liebe (Schiller), Regie: Matthias Gehrt
- in Peer Gynt (Ibsen), Regie: Christopher Rüping

## Filmografie (Auswahl)
- 2008: Birthday (Kurzfilm)
- 2020: Deine schöne Gestalt (Kurzfilm)
- 2021: Nachts, wenn die Mäuse schreien (Kurzfilm)
- 2025: Wilma will mehr